# Le Bourg-Saint-Léonard
Le Bourg-Saint-Léonard település Franciaországban, Orne megyében. Lakosainak száma 397 fő (2018. január 1.). Le Bourg-Saint-Léonard Fel, Aubry-en-Exmes, Le Pin-au-Haras, Silly-en-Gouffern és Villebadin községekkel határos.

## Népesség
A település népességének változása:
| Lakosok száma | 428  | 412  | 392  | 397  |
|               | 2013 | 2015 | 2017 | 2018 |